# 6295 Schmoll
6295 Schmoll eller 1988 CF3 är en asteroid i huvudbältet som upptäcktes den 11 februari 1988 av den belgiske astronomen Eric W. Elst vid Haute-Provence-observatoriet. Den är uppkallad efter den tyske pianisten Antoine Schmoll.
Asteroiden har en diameter på ungefär 9 kilometer.